# Distrikt Pusi
Der Distrikt Pusi liegt in der Provinz Huancané in der Region Puno in Südost-Peru. Der Distrikt besitzt eine Fläche von 198 km². Beim Zensus 2017 wurden 5311 Einwohner gezählt. Im Jahr 1993 betrug die Einwohnerzahl 6937, im Jahr 2007 6516. Sitz der Distriktverwaltung ist die 3835 m hoch gelegene Ortschaft Pusi mit 909 Einwohnern (Stand 2017). Pusi befindet sich 32 km südwestlich der Provinzhauptstadt Huancané. Das Nationalreservat Titicaca erstreckt sich über weite Teile des Distrikts.

## Geographische Lage
Der Distrikt Pusi befindet sich im Andenhochland am Westufer des Titicacasees im äußersten Südwesten der Provinz Huancané.
Der Distrikt Pusi grenzt im Südosten an die Distrikte Capachica und Coata (beide in der Provinz Puno), im Südwesten und im Westen an die Distrikte Caracoto und San Miguel (beide in der Provinz San Román), im Nordwesten an die Distrikte Caminaca und Samán (beide in der Provinz Azángaro) sowie im Norden an den Distrikt Taraco.

## Ortschaften
Neben dem Hauptort gibt es folgende größere Ortschaften im Distrikt:
- Ccorpa (320 Einwohner)
- I Sector (258 Einwohner)
- Pata Muni (244 Einwohner)
- Samuchaca (244 Einwohner)